# Enicmus callosus
Enicmus callosus es una especie de coleóptero de la familia Latridiidae.

## Distribución geográfica
Habita en Indonesia.